# Sam Kha
Sam Kha là một xã thuộc huyện Sốp Cộp, tỉnh Sơn La, Việt Nam.
Xã Sam Khả có diện tích 134,03 km², dân số năm 2019 là 3.084 người, mật độ dân số đạt 23 người/km².